# Adolfo Manzi
Adolfo Manzi detto Ercolino (Roma, 25 settembre 1953) è un fantino italiano.

## Palio di Siena
Ercolino ha disputato ventuno volte il Palio di Siena, vincendo in due occasioni: il 16 agosto 1973 per l'Aquila grazie allo scosso Panezio, e il 16 agosto 1981 per il Nicchio su Balente de Su Sassu.
Il Palio dell'Assunta del 1973 vede Ercolino partire nettamente al comando su Panezio e condurre la gara con sicurezza fino alla terza curva di San Martino, quando cade dopo aver urtato il colonnino. A quel punto Panezio può proseguire la sua corsa scosso, sebbene incalzato dal fantino Canapetta della Torre. Canapetta però  cade dopo lo scontro con Satiro, il cavallo della Lupa; Panezio riesce a vincere in volata all'ultimo respiro: il risultato ufficiale si saprà solamente dopo trenta minuti.
Dopo la vittoria del 1973, Ercolino si ripete nell'agosto 1981: questa volta fa gara di testa dall'inizio alla fine e, dopo dodici anni di digiuno per la contrada, riesce a portare il Palio al Nicchio.
L'ultima partecipazione di Adolfo Manzi al Palio di Siena è datata 2 luglio 1988, nella Torre su Sole Rosso.

## Presenze al Palio di Siena
Le vittorie sono evidenziate ed indicate in neretto.
| Palio            | Contrada | Cavallo                     |
| ---------------- | -------- | --------------------------- |
| 2 luglio 1973    | Aquila   | Rondine II                  |
| 16 agosto 1973   | Aquila   | Panezio (scosso)            |
| 2 luglio 1974    | Giraffa  | Rucola (scosso)             |
| 16 agosto 1974   | Onda     | Marco Polo II               |
| 2 luglio 1975    | Onda     | Quebel                      |
| 17 agosto 1975   | Bruco    | Rucola                      |
| 2 luglio 1976    | Onda     | Lucianella                  |
| 18 agosto 1976   | Onda     | Tornado                     |
| 2 luglio 1977    | Istrice  | Tornado                     |
| 16 agosto 1977   | Selva    | Lamadina                    |
| 3 luglio 1978    | Onda     | Timone                      |
| 16 agosto 1978   | Onda     | Utrillo                     |
| 4 luglio 1979    | Aquila   | Rimini                      |
| 16 agosto 1979   | Civetta  | Quebel                      |
| 17 agosto 1980   | Civetta  | Tessera                     |
| 7 settembre 1980 | Torre    | Tessera                     |
| 16 agosto 1981   | Nicchio  | Balente de Su Sassu         |
| 16 agosto 1983   | Tartuca  | Ascaro de Torralba (scosso) |
| 2 luglio 1987    | Lupa     | Amore (scosso)              |
| 16 agosto 1987   | Bruco    | Fogarizzu (scosso)          |
| 2 luglio 1988    | Torre    | Sole Rosso                  |

## Altri palii
Ercolino ha vinto il Palio dei Rioni di Castiglion Fiorentino nel 1987, nel 1990 e nel 1998. Al Palio di Buti ha vinto nel 1987 e nel 1988 per la Contrada Pievania, nel 1992 e nel 1998 per la Contrada La Croce.